# Panacea regina
Panacea regina är en fjärilsart som beskrevs av Bates 1864. Panacea regina ingår i släktet Panacea och familjen praktfjärilar. Inga underarter finns listade i Catalogue of Life.